# Zhůřská pláň
Zhůřská pláň je přírodní rezervace poblíž městyse Čachrov v okrese Klatovy. Chráněné území se rozkládá v severozápadním až severovýchodním okolí zaniklé vesnice Zhůří, asi 8 až 9 km jižně od Čachrova. Oblast spravuje Správa NP a CHKO Šumava. Důvodem ochrany jsou přirozeně se vyvíjejcí společenstva na rašeliništi, prameništi, mokřadech, ochrana biotopů.